# Barracuda (cocktail)
Il Barracuda è un cocktail a base di rum ambrato, Liquore Galliano e Prosecco. È stato un cocktail ufficiale IBA dal 2011  al 2024.

## Storia
Il cocktail è stato ideato alla fine degli anni 1960 dal genovese Benito Cuppari, all'epoca capo bartender della nave Michelangelo, in occasione di una competizione vinta a St. Vincent, negli Stati Uniti.

## Composizione

### Ingredienti
- 4,5 cl di rum ambrato
- 1,5 cl di Galliano
- 6 cl di succo d'ananas
- Gocce di succo di lime fresco
- Top di Prosecco

### Preparazione
Raffreddare la coppa Margarita con del ghiaccio, nel frattempo riempire di ghiaccio lo shaker e versare al suo interno il rum, il Galliano, il succo d'ananas e il succo di lime. Shakerare il tutto, quindi versare nel bicchiere dopo aver tolto il ghiaccio. Colmare con il Prosecco.